# Grand Declaration of War
Grand Declaration of War är det andra fullängsalbumet, efter De Mysteriis Dom Sathanas, av det norska black metal-bandet Mayhem. Albumet kom ut i juni 2000 på Season of Mist/Necropolis Records. Albumet är 45:52 minuter långt och producerades av Mayhem och Børge Finstad.

## Låtlista
1. "A Grand Declaration of War" – 4:14
2. "In the Lies Where upon You Lay" – 5:59
3. "A time to Die" – 1:48
4. "View from Nihil (Part 1 of 2)" – 3:04
5. "View from Nihil (Part 2 of 2)" – 1:16
6. "A Bloodsword and a Colder Sun (Part 1 of 2)" – 0:33
7. "A Bloodsword and a Colder Sun (Part 2 of 2)" – 4:27
8. "Crystalized Pain in Deconstruction" – 4:09
9. "Completion in Science of Agony (Part 1 of 2)" – 9:44
10. "To Daimonion (Part 1 of 3)" – 3:25
11. "To Daimonion (Part 2 of 3)" – 4:52
12. "To Daimonion (Part 3 of 3)" – 0:07
13. "Completion in Science of Agony (Part 2 of 2)" – 2:14

På original-CD:n finns ett obetitlat spår som startar vid 2:11. Man måste snabbspola tillbaks från start för att sätta igång spåret.

## Medverkande
Mayhem
- Maniac – sång
- Blasphemer – gitarr
- Necrobuther – basgitarr
- Hellhammer – trummor

Bidragande musiker
- Tore Ylwizaker – vokal, sampling
- Øyvind Hægeland – sång
- Anders Odden – sampling, bidragande låtskrivare på "A Bloodsword and a Colder Sun"

Övriga medverkande
- Børge Finstad – producent, ljudtekniker
- Morten Lund – mastring
- Mark Francombe Red – omslagsdesign
- Sebastian Ludvigsen – foto